# 1952 في تونس
فيما يلي قوائم الأحداث التي وقعت خلال عام 1952 في تونس.